# Dimissoriale
Das Dimissoriale, Plural Dimissorien (lat. auch litterae dimissoriae; dt. „Entlassschreiben“) ist eine Bestätigung, die es erlaubt, eine kirchliche Amtshandlung aus bestimmtem Anlass (Kasualie) bei einer anderen als der eigenen Ortsgemeinde (Kirchengemeinde) durchführen zu lassen, die diese eigentlich durchführen müsste. Das Dimissoriale wird vom Pastor oder Pfarrer der eigenen Ortsgemeinde ausgestellt.

## Evangelische Kirchen
Das Wort ist nur noch in den evangelischen Kirchen gebräuchlich.  Hingegen ist die Durchführung einer Trauung in einer anderen als der Ortspfarrei heute im Ehevorbereitungsprotokoll geregelt; für alle anderen Kasualien genügt eine informelle Verständigung zwischen der entlassenden und der durchführenden Pfarrei. Dimissoriale von einer Konfession in eine andere gibt es nicht.
Eine Amtshandlung mit Dimissoriale kann im evangelischen Bereich eine Taufe, kirchliche Trauung, Konfirmation oder kirchliche Bestattung sein. Bis zu Beginn des 20. Jahrhunderts war in der evangelischen Kirche auch für die Teilnahme am Abendmahl in einer anderen Gemeinde häufig ein Dimissoriale erforderlich, da sonst der Ausschluss vom Abendmahl aus Gründen der Kirchenzucht hätte umgangen werden können.
Mit dem Dimissoriale wird beispielsweise das Traupaar an die Wunschgemeinde überwiesen, wobei dieser erlaubt wird, die Amtshandlung durchzuführen, obwohl das Paar nicht zu ihr gehört. Mindestens eine Person (Braut oder Bräutigam) muss Mitglied der Kirche sein. Andererseits ist gerade bei Trauungen in manchen Landeskirchen ein Dimissoriale häufig gar nicht erforderlich, da die Zahl der zuständigen Kirchengemeinden oftmals stark ausgeweitet wurde. So sind in der Evangelischen Kirche im Rheinland bis zu sieben Kirchengemeinden als zuständige Kirchengemeinden denkbar, nämlich: die Kirchengemeinde, in der Braut oder Bräutigam vor der Trauung den jeweiligen Wohnsitz haben, die Kirchengemeinde, in der das Ehepaar nach der Trauung seinen Wohnsitz hat sowie die Kirchengemeinden, in denen die Eltern ihren Wohnsitz haben.
Nach neueren Rechtsvorschriften ist das Dimissoriale in manchen Landeskirchen nicht mehr in allen Fällen schriftlich erforderlich, sondern kann mündlich erteilt werden, z. B. durch ein Telefonat zwischen den beiden Pfarrämtern. Einige Landeskirchen haben in ihrer Kirchenverfassung die freie Gemeindewahl verankert und so das Dimissoriale im Prinzip abgeschafft, durch Kirchenfusionen wurden dies teilweise wieder geändert.
Nicht mit dem Dimissoriale zu verwechseln ist der Patenschein. Dieser wird benötigt, wenn jemand in einer anderen als seiner eigenen Kirchengemeinde das Patenamt übernehmen möchte. Da das Patenamt das Versprechen einschließt, zur christlichen Erziehung der Kinder beizutragen, ist die Zugehörigkeit der Paten zu einer Kirche unabdingbar. Die evangelische Kirche akzeptiert dabei in der Regel alle Paten, die einer Mitgliedskirche der Arbeitsgemeinschaft Christlicher Kirchen in Deutschland angehören.
Ebenfalls nicht mit dem Dimissoriale zu verwechseln ist die Dispens, die der Bischof auf Antrag als Ausnahmegenehmigung erteilen kann, etwa wenn ein gemischtkonfessionelles Brautpaar in einer evangelischen Kirche heiraten möchte, wofür der katholische Partner für die Gültigkeit der Eheschließung eine Dispens von der Formpflicht erlangen muss.

## Römisch-katholische Kirche
In der römisch-katholischen Kirche spricht man heute meist von den Litterae dimissoriae, wenn der zuständige Obere seinen Untergebenen nach einem Skrutinium an einen Bischof zur Weihe überweist (CIC 1983 can. 1015–1023). Dimissorien werden in der katholischen Kirche zudem für Brautleute ausgestellt, die im Ausland kirchlich heiraten wollen, sofern dem kein Hindernis entgegensteht.